# Demkivți, Cemerivți
Demkivți (în ucraineană Демківці) este un sat în comuna Svirșkivți din raionul Cemerivți, regiunea Hmelnîțkîi, Ucraina.

## Demografie
Componența lingvistică a localității Demkivți
     Ucraineană (99,36%)
     Alte limbi (0,64%)
Conform recensământului din 2001, majoritatea populației localității Demkivți era vorbitoare de ucraineană (99,36%), existând în minoritate și vorbitori de alte limbi.